# Hongbu
Hongbu (kinesiska: 洪埠, 洪埠乡) är en socken i Kina. Den ligger i provinsen Henan, i den centrala delen av landet, omkring 340 kilometer sydost om provinshuvudstaden Zhengzhou. Antalet invånare är 35 209. Befolkningen består av 17 932 kvinnor och 17 277 män. Barn under 15 år utgör 26,0 %, vuxna 15-64 år 60 %, och äldre över 65 år 12,0 %.
Genomsnittlig årsnederbörd är 1 204 millimeter. Den regnigaste månaden är augusti, med i genomsnitt 201 mm nederbörd, och den torraste är januari, med 26 mm nederbörd.